# バレンクラゲ
バレンクラゲ（馬簾水母、学名 Physophora hydrostatica）はヒドロ虫綱バレンクラゲ科に属する刺胞動物の一種。形態が馬簾に似ることからその和名がつけられた。

## 生態
他のヒドロ虫と同じく多数の個虫からなる群体で生活する。触手を除いた体長は4～5cm。体は泳鐘部と栄養部の上下に分かれる。上方の泳鐘部には一つの気泡体（浮き袋の役割を持つ）と二列の泳鐘から、下方の栄養部は感触体、感触糸、栄養体、触手、生殖体叢などからなる。感触体は青紫色やピンク色、オレンジ色など多彩。ウミノミの一種が寄生することもある。

## 分布
世界各地の暖海に広く分布し、日本では本州中部以南に分布する。

## 近縁種
- バレンクラゲモドキ Physophora gilmeri Pugh, 2005[15]